# Straße der Römischen Kaiser
Die Straße der Römischen Kaiser ist eine serbische Ferienstraße, die alle wesentlichen spätantiken archäologischen Fundstätten in Serbien zwischen Sirmien, der Donau und Südserbien verbindet. Die Ferienstraße führt zu den spätantiken römischen Großstädten Sirmium, Singidunum, Viminatium, Naissus, dem römischen Militärlager am Donaulimes Diana, den imperialen Residenzen Romuliana und Mediana sowie dem justinianschen Bischofssitz und Verwaltungszentrum Iustiniana Prima und der Tabula Traiana im Eisernen Tor. Der Name der Ferienstraße beruht darauf, dass 17 römische Kaiser auf dem Gebiet des heutigen Serbien geboren wurden und zum Teil auch hier residierten, während ein Kaiser auf dem Gebiet des Landes verstarb. Die Besichtigung dieser Ausgrabungsstätten gilt als Highlight bei Kultur- und Geschichtsinteressierten die der Tourismus in Serbien zu bieten hat.

## Verlauf
Der Verlauf der Straße der Römischen Kaiser orientiert sich im Wesentlichen am Verlauf der Via militaris und ihrer Abzweigungen. Diese führte vom Verwaltungszentrum der Provinz Pannonia Sirmium über das Legionslager Singidunum, der Legionsstadt Viminatium nach Naissus bis Konstantinopel. Die Straße der Römischen Kaiser führt noch zu den imperialen Residenzen Felix romuliana und Mediana sowie der bedeutendsten byzantinischen Gründung Justiniana Prima.

## Galerie

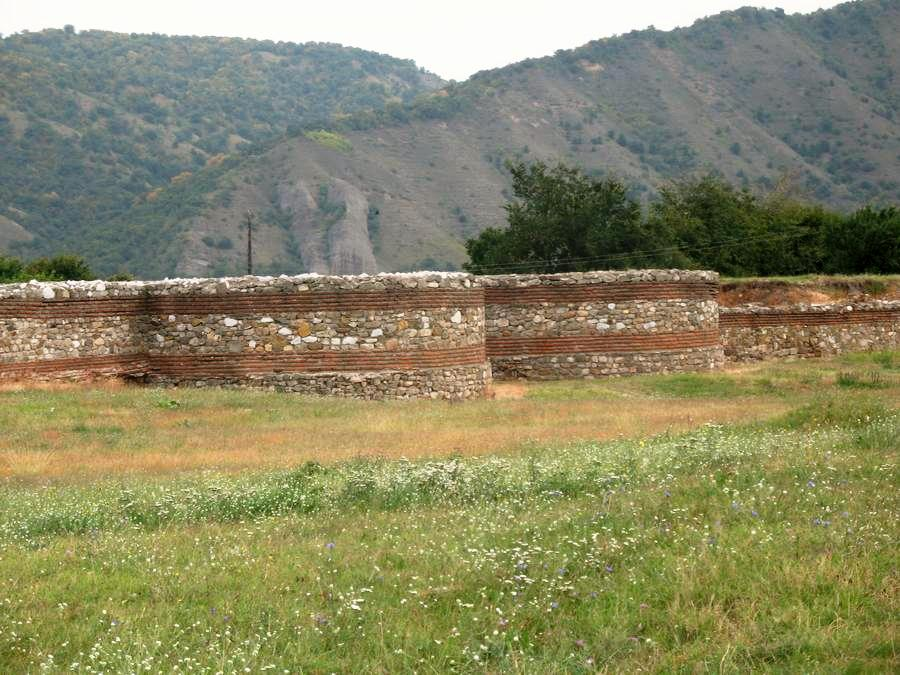
Kastell und Haupteingang von Diana
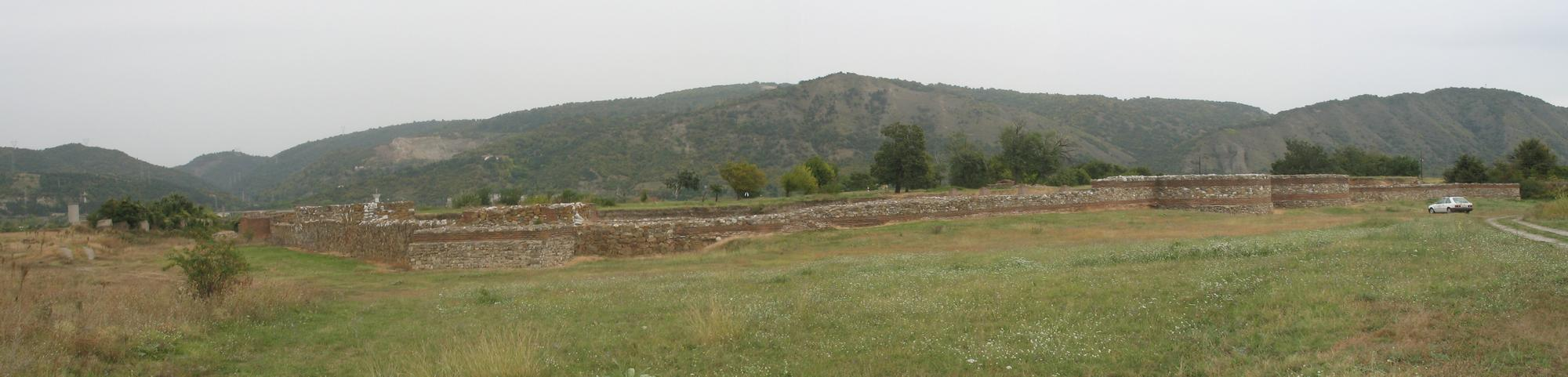
Äußere Mauern in Diana
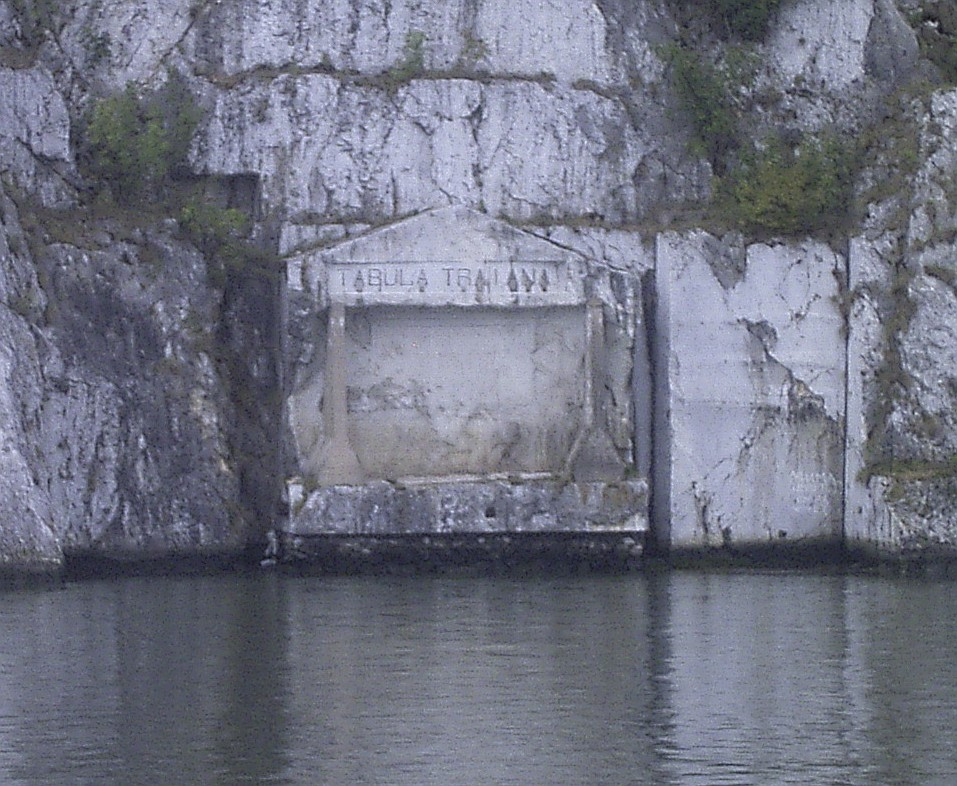
Tabula Traiana
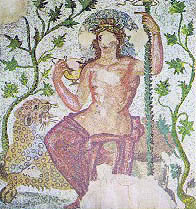
Mosaik in Felix Romuliana
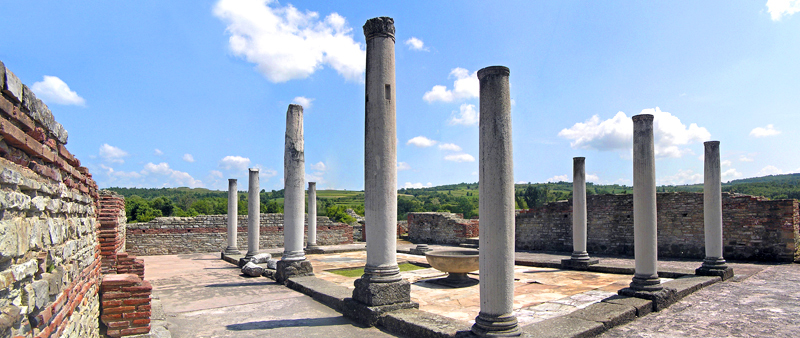
Perstisyl in Felix Romuliana
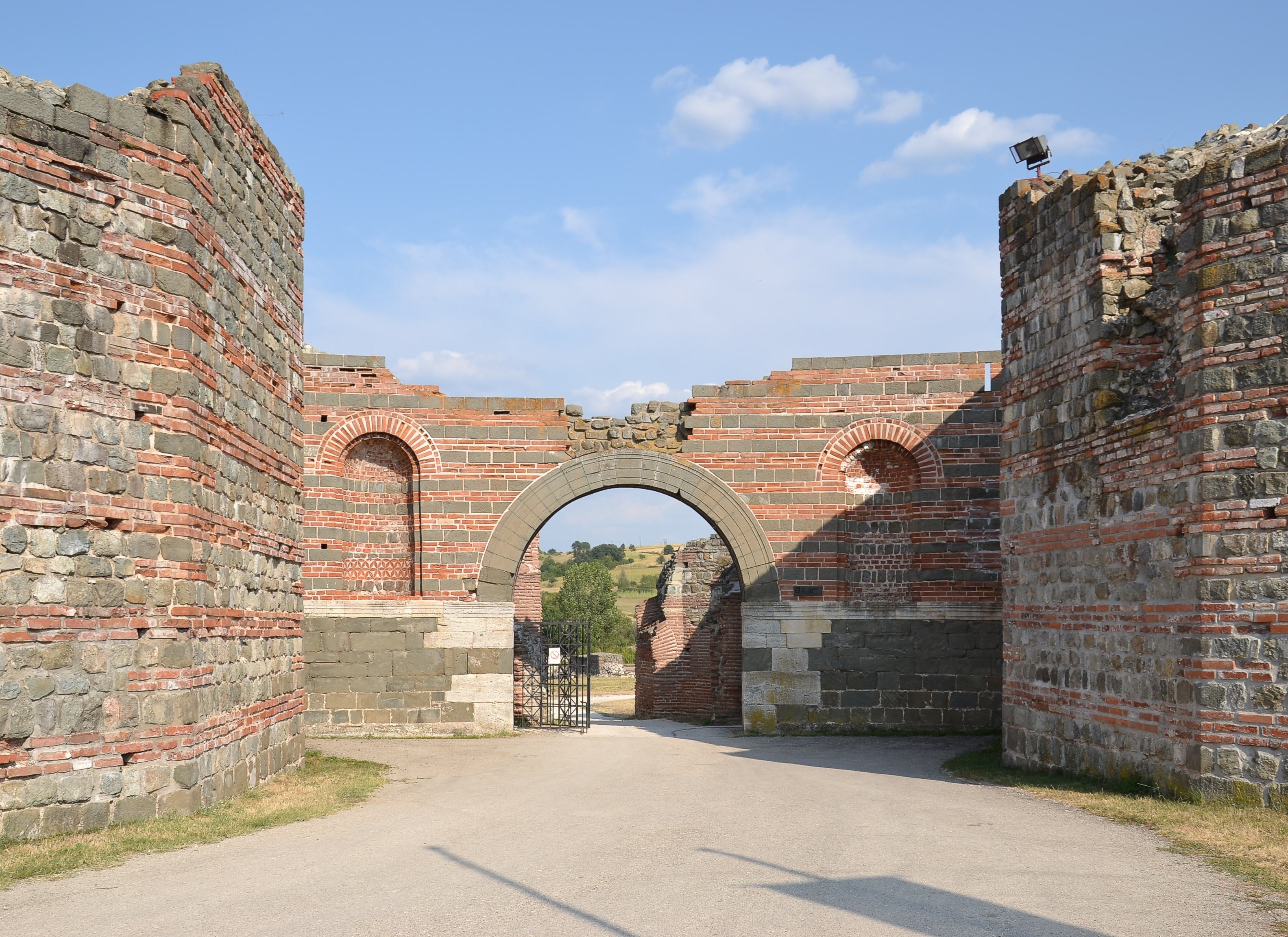
Felix Romuliana
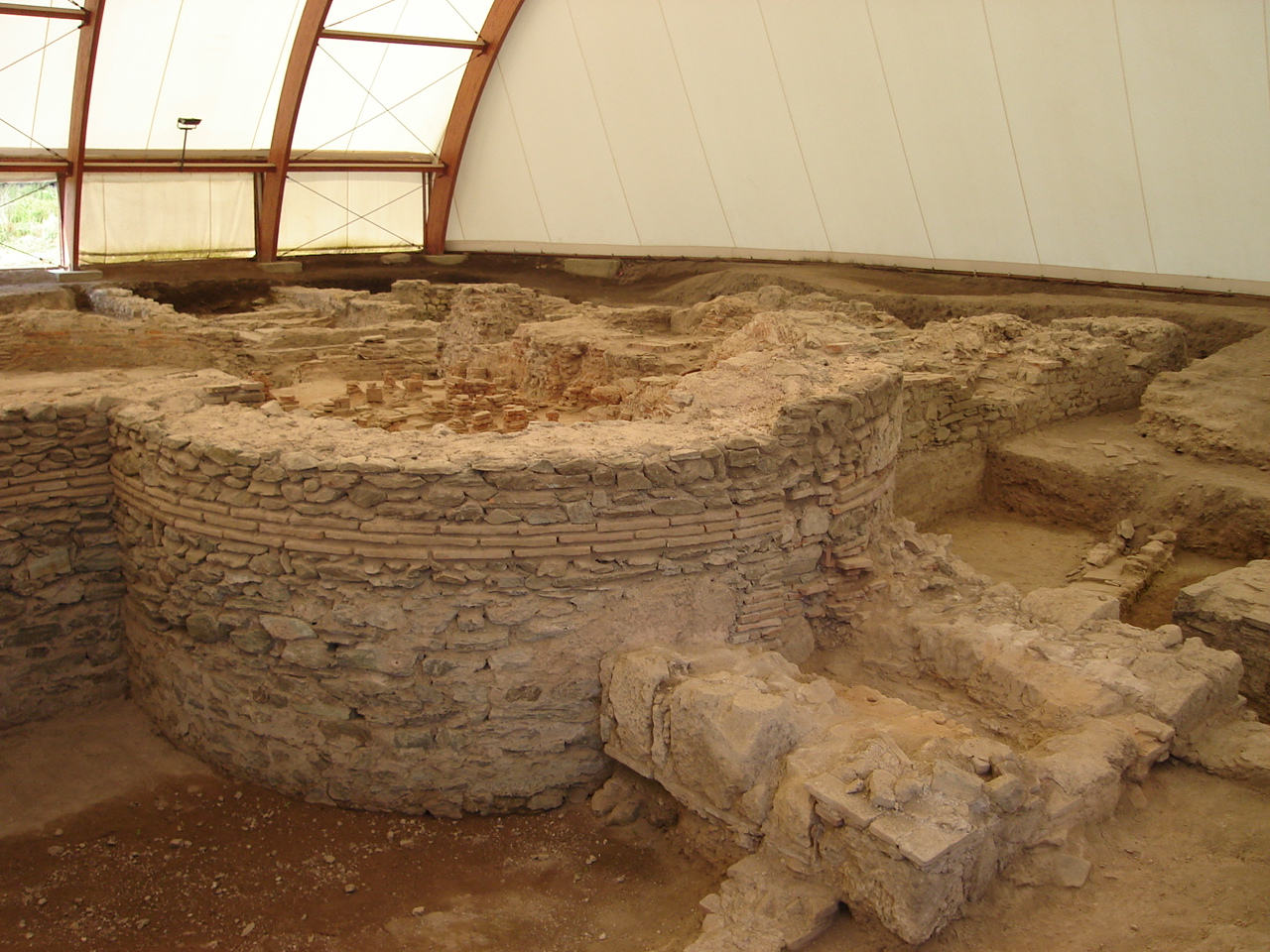
Les fouilles de Viminazium
Eine der vielen Grabstätten in Viminatium
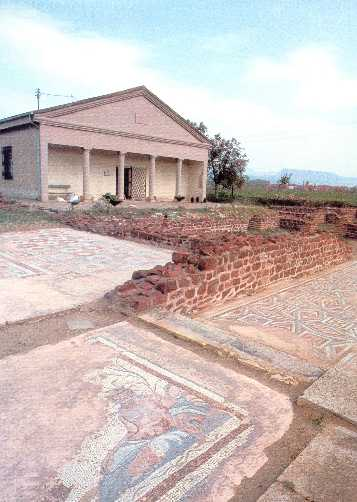
Mosaiken in Mediana